# Ablabera araneoides
Ablabera araneoides is een keversoort uit de familie bladsprietkevers (Scarabaeidae). De wetenschappelijke naam van de soort werd voor het eerst geldig gepubliceerd in 1792 door Fabricius.